# LG G2
LG G2는 LG전자가 제조/판매하는 안드로이드 스마트폰으로, LG 옵티머스 G의 후속제품이다. 2013년 8월 7일 미국 뉴욕 재즈 앳 링컨센터에서 공개하여, 2013년 8월 8일 대한민국에서 변종모델을, 2013년 9월 표준모델을 출시하였다. G 라인업과 뷰 라인업에 대한 “옵티머스”브랜드 폐지 이후에 해당 라인업으로 출시된 첫 모델이다.

## 운영 체제/소프트웨어

### 안드로이드 4.2.2 젤리빈
안드로이드 OS 4.2.2 젤리빈 을 탑재하여 출시하였다.

### 안드로이드 4.4킷캣
2013년 12월 15일 대한민국에서 4.4 킷캣으로 업그레이드가 시작되었으나, 대한민국 사용자의 약 5 %에게만 업그레이드가 제공된 제한된 업그레이드여서 논란이 일기도 하였으며, 2014년 1월 2일 정식으로 업그레이드 되었다. 2014년 2월 6일에는 4.4.2 킷캣으로 업그레이드되었다.

### 안드로이드 5.0.1 롤리팝
2015년 1월 16일 5.0.1 롤리팝 업그레이드가 이루어졌으며, 추가로 GPS향상 업데이트도 이루어졌다.

## 특수 기능

### 샷 & 클리어
사진 촬영시 움직이는 대상을 선택하여 삭제할 수 있다.

### 트래킹 줌
원하는 영역을 확대해서 해당 이미지를 PIP형태로 추적하면서 확대된 프레임과 전체 화면을 함께 녹화할 수 있다.

### 오디오 줌
동영상 촬영시 원하는 영역의 소리를 더 크게 녹음할 수 있다.

### 게스트 모드
잠금패턴을 다르게 설정하여 두 개의 다른 환경을 만드는 기능이다. 5.0.1 롤리팝 업그레이드로 사용할 수 없었으나 펌웨어 업데이트로 사용이 가능해졌다.

### 노크 온
노크 온 은 전원 버튼을 누를 필요 없이 화면을 두 번 두드리면 화면이 켜지는 기능이다.

### 모션 콜
긴급할 때 통화 버튼을 누르지 않고 귀에 가까이 가져가면 통화가 되는 기능이다.

### 플러그 & 팝
이어폰이나 USB 케이블을 꽂으면 그와 관련된 기능을 추천해 주는 기능이다.

### 스마트 링크
메시지, 이메일, 웹 페이지의 텍스트를 분석해서 연결되는 기능을 자동으로 추천해 주는 기능이다.

## 연혁
- 2013년 8월 7일: 미국에서 발표[2][3]
- 2013년 8월 8일: 대한민국에서 LG-F320S/K/L모델 출시[9]
- 2013년 9월 4일: 독일에서 제품 발표[10]
- 2013년 9월 6일: 국제 가전 박람회 (IFA) 2013에서 제품 전시[10]
- 2013년 9월 중순: 표준모델 출시
- 2014년 1월 2일: 대한민국에서 4.4 킷캣 업그레이드 정식으로 실시[6]

## 외형
소프트키를 채용해 전면에 버튼이 없고 볼륨과 전원키를 뒷면으로 보내 손가락으로 쉽게 전원과 볼륨을 조작할 수 있도록 하였으며, 대한민국에서 2013년도 굿디자인 대통령상을 수여받았다.

## 화면
GRAM(패널 자가 재충전) 기술을 적용하여 전력 사용량을 감소시켰으며, 옵티머스 G처럼 G2 터치 스크린 패널을 적용하였다.

## 음향
세계 최초로 스마트폰에 스튜디오 원음수준의 24 비트/192 KHz 수준의 Hi-Fi 사운드를 제공한다.

## 색상
- 블랙
- 화이트
- 블랙 골드
- 화이트 골드

## 특수 악세사리
- 퀵윈도우 케이스: 전용 커버를 덮어도 그 상태로 주요정보를 표시해주는 기능이 들어가 있다.

## 국가별 기기

### 미국LG-D800
미국에서 출시된 LG G2이다. 버라이즌 G2는 뒷부분 디자인이 일부 변경되었으며 배터리도 탈착형이 아닌 일체형으로 3000mAh의 배터리를 제공한다.

### 대한민국LG-F320S/K/L
대한민국에서 SK텔레콤, KT, LG유플러스를 통해 출시된 모델로, 착탈식의 2610 mAh의 리튬 이온 배터리를 장착했으며, LTE 어드밴스드(LTE-A)를 지원한다. 마이크로 SD 외장메모리를 최대 64GB까지 지원한다.

## 논란/사건

### 터치 불량 논란
G2에 쓰인 터치패널은 유리와 일체형으로 만들어 손에 닿는 듯한 터치감을 구현하였으나, 액정이 파손되면 터치가 먹통된다는 치명적 단점을 가지고 있다. 그런데 제품을 오래 사용하면서 별다른 파손이 없었음에도 불구하고 터치불량 문제가 발생하는 기기가 많아져 논란이 되었다. 소비자원은 사용 환경에 따라 일부 제품의 내부로 수분이나 땀 등의 이물이 들어가 터치를 감지하는 부품이 부식되는 것으로 나타났다고 발표했다. 초기에는 아무런 대책이 나오지 않아서 품질보증기간이 지난 많은 이용자들이 유상수리를 맡길 수 밖에 없었으나, 2015년 9월 7일 LG전자는 고객과실이 아닌 경우 터치불량에 대해서는 무상 수리를 하겠다고 발표하였다. 이미 유상 수리를 한 경우에는 베스트샵 멤버십 가입자에 한해 신청을 통해 베스트샵 포인트를 대체 지급받을 수 있다.

## 같이 보기
- 넥서스 5
- LG G 플렉스
- LG G 프로 2
- LG G2 미니